# Ruisseau Murray
Pour les articles homonymes, voir Murray.
Le ruisseau Murray est un cours d'eau du sud-est du Nouveau-Brunswick, au Canada.

## Géographie
Le ruisseau Murray prend sa source à environ 30 mètres d'altitude, dans le Grand-Saint-Antoine. Il se dirige ensuite généralement vers l'est avant de se jeter dans la rivière Cocagne à Cocagne, en rive gauche.